# Heather Moody
Heather Moody (Rexburg, 23 de fevereiro de 1979) é uma jogadora de polo aquático estadunidense, medalhista olímpica.

## Carreira
Heather Moody fez parte do elenco medalha de prata em Sydney e bronze em Atenas 2004. Ela é tricampeã dos Jogos Pan-Americanos, 2003, 2007 e 2011.